# Where Have You Been
Where Have You Been – singiel barbadoskiej piosenkarki Rihanny, pochodzący z jej szóstego studyjnego albumu o nazwie Talk That Talk. Utwór otrzymał pozytywne recenzje od krytyków muzycznych. Porównali go także do pierwszego singla z albumu, „We Found Love”. Po wydaniu albumu piosenka zadebiutowała na Irish Singles Chart oraz na UK Singles Chart. Na pierwszej liście najęła pozycję 47, a na drugiej – 61. Oprócz tego, utwór zajął miejsce 8 na UK Dance Chart. O tym wyniku zadecydował fakt, że utwór był często pobierany w kraju.
„Where Have You Been” będzie piątym amerykańskim singlem, a trzecim międzynarodowym.

## Teledysk
Rihanna rozpoczęła zdjęcia do klipu 8 marca 2012 w Los Angeles. Choreografia do klipu została ułożona przez Nadine „Hi-Hat” Ruffin, która pracowała z Rihanną przy jej występie na gali Grammy w 2012 roku. 28 kwietnia ogłoszono datę premiery klipu. Ostatecznie wydany został 30 kwietnia na kanale Vevo Rihanny.

## Wykonania na żywo
Rihanna wykonała utwór po raz pierwszy na żywo 13 lutego 2012 roku po 2012 Post-Grammy Charity Fundraiser.

## Personel
- tekst piosenki – Ester Dean, Dr. Luke, Calvin Harris, Henry Walter, Geoff Mack
- produkcja, instrumenty, programming – Dr. Luke, Cirkut, Calvin Harris
- Vocal engineering i nagrywanie – Kuk Harrell, Marcos Tovar
- asystent od nagrywania – Jennifer Rosales
- engineering – Aubry „Big Juice” Delaine, Clint Gibbs
- Mixing – Serban Ghenea

## Notowania
| Notowania (2011-12)                      | Najwyższa pozycja |
| ---------------------------------------- | ----------------- |
| Australia (Top 50 Singles)               | 6                 |
| Australia Urban (ARIA)                   | 4                 |
| Austria (Ö3 Austria Top 40)              | 30                |
| Belgia (Flandria) (Ultratop 50 Singles)  | 9                 |
| Belgia (Wallonia) (Ultratop 50 Singles)  | 6                 |
| Dania (Track Top-40)                     | 4                 |
| Francja (Top 200 Singles)                | 2                 |
| Hiszpania (Top 50 Singles)               | 27                |
| Holandia (Single Top 100)                | 15                |
| Ireland (IRMA)                           | 8                 |
| Kanada (Canadian Hot 100)                | 6                 |
| Norwegia (Top 20 Singles)                | 8                 |
| Nowa Zelandia (Top 40 Singles)           | 4                 |
| Szwecja (Top 60 Singles)                 | 27                |
| Szwajcaria (Singles Top 100)             | 15                |
| UK Singles (The Official Charts Company) | 6                 |
| UK Dance (The Official Charts Company)   | 1                 |
| US Billboard Hot 100                     | 5                 |
| US Hot Dance Club Songs (Billboard)      | 1                 |

## Certyfikaty
| Kraj          | Dostawca | Certyfikat |
| ------------- | -------- | ---------- |
| Australia     | ARIA     | Platyna    |
| Nowa Zelandia | RIANZ    | Złoto      |

## Historia wydania
| Kraj              | Data         | Format                        | Wytwónia                       |
| ----------------- | ------------ | ----------------------------- | ------------------------------ |
| Stany Zjednoczone | 8 maja 2012  | Mainstream radio              | Def Jam Recordings             |
| Polska            | 11 maja 2012 | Digital download – Remixes EP | The Island Def Jam Music Group |
| Wielka Brytania   | 11 maja 2012 | Digital download – Remixes EP | The Island Def Jam Music Group |
| Stany Zjednoczone | 22 maja 2012 | Digital download – Remixes    | The Island Def Jam Music Group |
| Niemcy            | 25 maja 2012 | CD                            | Def Jam Recorings              |